# Marató
|  | Aquest article tracta sobre la cursa. Vegeu-ne altres significats a «Marató (desambiguació)». |

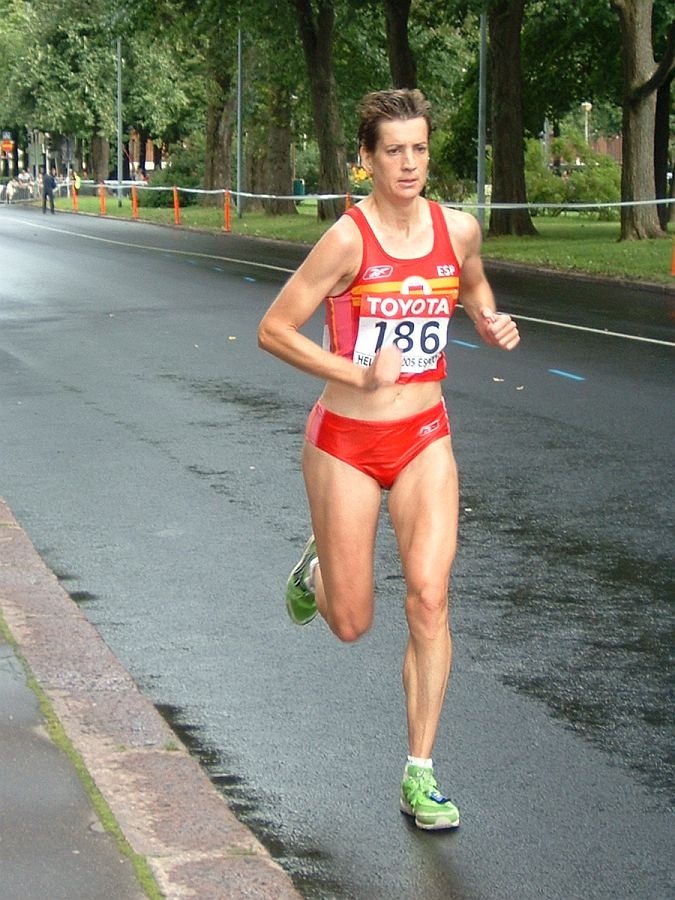
Marató del Campionat del Món d'Atletisme del 2005 a Hèlsinki, Finlàndia

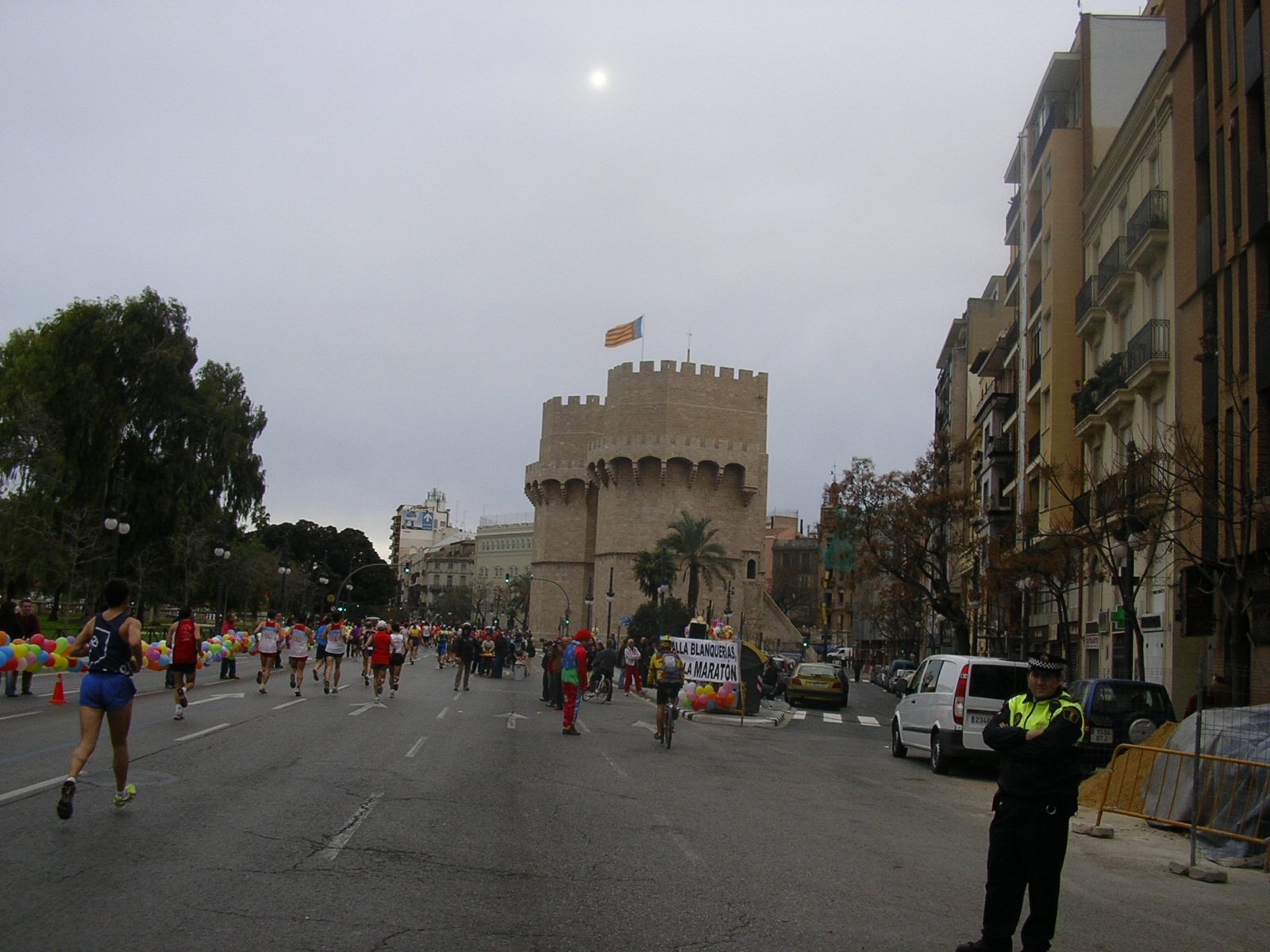
La Marató de València al 2006

La marató és una prova d'atletisme. És una cursa de 42,195 quilòmetres, i és la prova que sempre clausura els Jocs Olímpics d'Estiu.
La marató ha arribat a ser molt popular i se n'organitzen per tot el món. Les més importants són les que se celebren cada any a les ciutats de Londres, Boston, Chicago, Nova York, Tòquio i Berlín.
La marató té una llarga i curiosa història. El seu origen es troba en la gesta del soldat grec Fidipides, qui l'any 490 aC va morir de fatiga després d'haver recorregut 42 quilòmetres des de la ciutat de Marató (Grècia) fins a Atenes per anunciar la victòria sobre l'exèrcit persa.
La distància moderna de les maratons es va establir als Jocs Olímpics de Londres del 1908 i representa la distància des del castell reial de Windsor fins a l'estadi de White City a l'oest de la ciutat.
Des de l'inici de les olimpíades modernes l'any 1896 fins al 1984 només hi corrien homes. No va ser fins als Jocs Olímpics de Los Angeles del 1984 que les dones van participar en aquesta prova.
Fins a l'1 de gener de 2004 no hi havia rècords masculins ni femenins de la prova perquè, malgrat que la distància és la mateixa, el recorregut és sempre diferent. Ara la IAAF en reconeix en maratons homologades, en què els recorreguts segueixen unes normes molt estrictes.
El kenià Kelvin Kiptum posseïx la millor marca de marató masculina de tots els temps (2:00:35), obtinguda a Chicago el 8 d'octubre de 2023; i la keniata Ruth Chepngetich és posseïdora de la millor marca femenina (2:09:57), aconseguida a Chicago el 13 d'octubre de 2024.

## Rècords
actualitzat a 15 de octubre de 2024
|    |       | Marca    | Atleta               | País          | Lloc                | Data       |
| -- | ----- | -------- | -------------------- | ------------- | ------------------- | ---------- |
| WR | Homes | 2h00:35  | Kelvin Kiptum        | Kenya         | Marató de Chicago   | 08-10-2023 |
| WR | Dones | 2h09:57  | Ruth Chepngetich     | Kenya         | Marató de Chicago   | 13-10-2024 |
| OR | Homes | 2h06:32  | Samuel Kamau Wanjiru | Kenya         | Marató de Pequín    | 24-08-2008 |
| OR | Dones | 2h23:07  | Tiki Gelana          | Etiòpia       | Marató de Londres   | 05-08-2012 |
| ER | Homes | 2h03:36  | Bashir Abdi          | Bèlgica       | Marató de Rotterdam | 24-10-2021 |
| ER | Dones | 2h13:44  | Sifan Hassan         | Països Baixos | Marató de Chicago   | 08-10-2023 |
| AM | Homes | 2h04:51  | Daniel do Nascimento | Brasil        | Marató de Seül      | 17-04-2022 |
| AM | Dones | 2h18:29  | Emily Sisson         | Estats Units  | Marató de Chicago   | 09-10-2022 |
| AF | Homes | 2h00:35  | Kelvin Kiptum        | Kenya         | Marató de Chicago   | 08-10-2023 |
| AF | Dones | 2h09:57  | Ruth Chepngetich     | Kenya         | Marató de Chicago   | 13-10-2024 |
| AS | Homes | 2h04:43  | El Hassan el-Abbassi | Bahrain       | Marató de València  | 02-12-2018 |
| AS | Dones | 2h18:59  | Honami Maeda         | Japó          | Marató d'Osaka      | 28-01-2024 |
| OC | Homes | 2h07:31  | Brett Robinson       | Austràlia     | Marató de Boston    | 04-12-2022 |
| OC | Dones | 2h:22:36 | Benita Johnson       | Austràlia     | Marató de Chicago   | 22-10-2006 |

### La històrica marca de Kipchoge
El 12 d'octubre de 2019, l'atleta kenyà Eliud Kipchoge va aconseguir una marca de 1:59:40, baixant de les dues hores per primera vegada a la història, en una prova individual celebrada a Viena. Tot i la gran fita, la Federació Internacional d'Atletisme (IAAF), no va reconèixer com a oficial la marca de Kipchoge, degut a que aquesta cursa fou específicament realitzada amb el propòsit de superar la marca de les 2 hores, sense adversaris i sota diverses regles no admeses i sense fer-se en una competició oficial.

## Millors marques masculines
actualitzat a 15 de octubre de 2024
| Rànquing | Temps   | Atleta              | País     | Data                   | Lloc     |
| -------- | ------- | ------------------- | -------- | ---------------------- | -------- |
| 1        | 2:00:35 | Kelvin Kiptum       | Kenya    | 8 d'octubre de 2023    | Chicago  |
| 2        | 2:01:09 | Eliud Kipchoge      | Kenya    | 25 de setembre de 2022 | Berlín   |
| 3        | 2:01:41 | Kenenisa Bekele     | Etiòpia  | 29 de setembre de 2019 | Berlín   |
| 4        | 2:01:48 | Sisay Lemma         | Etiòpia  | 3 de desembre de 2023  | València |
| 5        | 2:02:48 | Birhanu Legese      | Etiòpia  | 29 de setembre de 2019 | Berlín   |
| 6        | 2:02:55 | Mosinet Geremew     | Etiòpia  | 28 d'abril de 2019     | Londres  |
| 6        | 2:02:55 | Timothy Kiplagat    | Kenya    | 3 de març de 2024      | Tòquio   |
| 8        | 2:02:57 | Dennis Kimeto       | Kenya    | 28 de setembre de 2014 | Berlín   |
| 9        | 2:03:00 | Evans Chebet        | Kenya    | 6 de desembre de 2020  | València |
| 9        | 2:03:00 | Gabriel Gerald Geay | Tanzània | 4 de desembre de 2022  | València |

## Millors marques femenines
actualitzat a 15 de octubre de 2024
| Rànquing | Temps   | Atleta              | País          | Data       | Lloc               |
| -------- | ------- | ------------------- | ------------- | ---------- | ------------------ |
| 1        | 2h09:57 | Ruth Chepngetich    | Kenya         | 13/10/2024 | Marató de Chicago  |
| 2        | 2h11:53 | Tigist Assefa       | Etiòpia       | 24/09/2023 | Marató de Berlín   |
| 3        | 2h13:44 | Sifan Hassan        | Països Baixos | 08/10/2023 | Marató de Chicago  |
| 4        | 2h14:04 | Brigid Kosgei       | Kenya         | 13/10/2019 | Marató de Chicago  |
| 5        | 2h14:18 | Ruth Chepngetich    | Kenya         | 09/10/2022 | Marató de Chicago  |
| 6        | 2h14:58 | Amane Beriso        | Etiòpia       | 04/12/2022 | Marató de València |
| 7        | 2h15:25 | Paula Radcliffe     | Anglaterra    | 13/04/2003 | Marató de Londres  |
| 8        | 2h15:51 | Worknesh Degefa     | Etiòpia       | 03/12/2023 | Marató de València |
| 9        | 2h15:55 | Sutume Asefa Kebede | Etiòpia       | 03/03/2024 | Marató de Tòquio   |
| 10       | 2h16:07 | Tigist Ketema       | Etiòpia       | 07/01/2024 | Marató de Dubai    |

## Campions olímpics

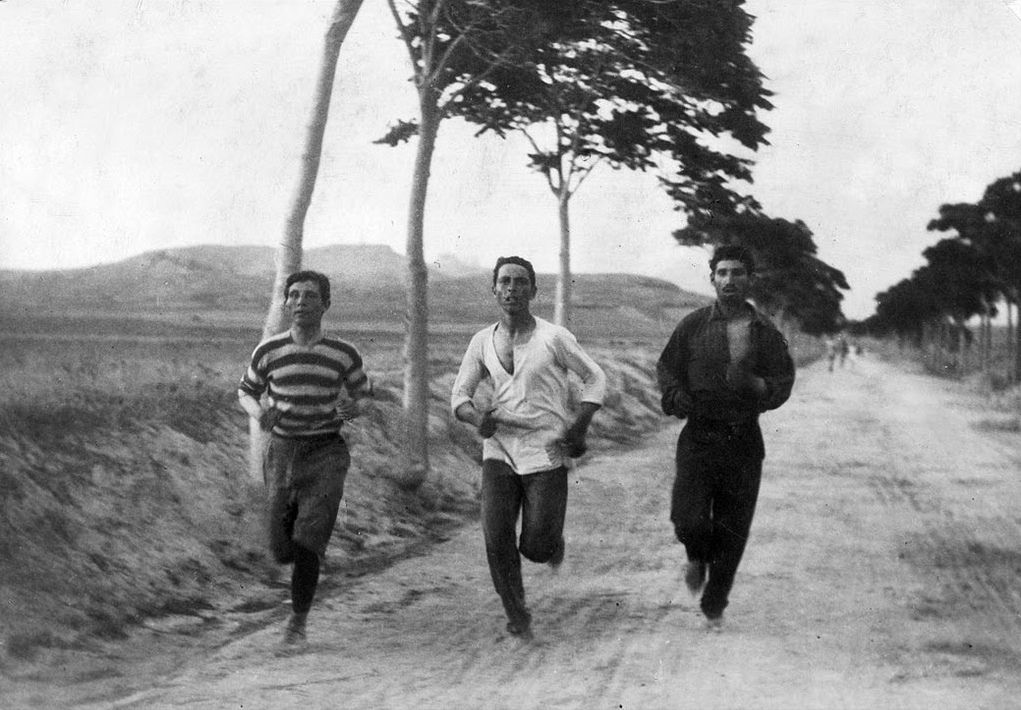
Fotografia de Burton Holmes titulada "1896: Three athletes in training for the marathon at the Olympic Games in Athens".

| Jocs            | Any  |       | Atleta               | Estat          | Marca    |
| --------------- | ---- | ----- | -------------------- | -------------- | -------- |
| Atenes          | 1896 | Homes | Spirídon Luïs        | Grècia         | 2h58'50  |
| Atenes          | 1896 | Dones | No participaren      |                |          |
| París           | 1900 | Homes | Michel Theato        | França         | 2h59'45  |
| París           | 1900 | Dones | No participaren      |                |          |
| Saint Louis     | 1904 | Homes | Thomas Hicks         | Estats Units   | 3h28'35  |
| Saint Louis     | 1904 | Dones | No participaren      |                |          |
| Londres         | 1908 | Homes | Johnny Hayes         | Estats Units   | 2h55'18  |
| Londres         | 1908 | Dones | No participaren      |                |          |
| Estocolm        | 1912 | Homes | Kenneth McArthur     | Sud-àfrica     | 2h36'54  |
| Estocolm        | 1912 | Dones | No participaren      |                |          |
| Anvers          | 1920 | Homes | Hannes Kolehmainen   | Finlàndia      | 2h32'35  |
| Anvers          | 1920 | Dones | No participaren      |                |          |
| París           | 1924 | Homes | Albin Stenroos       | Finlàndia      | 2h41'22  |
| París           | 1924 | Dones | No participaren      |                |          |
| Amsterdam       | 1928 | Homes | Mohamed El Ouafi     | França         | 2h32'57  |
| Amsterdam       | 1928 | Dones | No es disputaren     |                |          |
| Los Angeles     | 1932 | Homes | Juan Carlos Zabala   | Argentina      | 2h31'36  |
| Los Angeles     | 1932 | Dones | No es disputaren     |                |          |
| Berlín          | 1936 | Homes | Sohn Kee-Chung       | Japó           | 2h29'19  |
| Berlín          | 1936 | Dones | No es disputaren     |                |          |
| Londres         | 1948 | Homes | Delfo Cabrera        | Argentina      | 2h34'51  |
| Londres         | 1948 | Dones | No es disputaren     |                |          |
| Hèlsinki        | 1952 | Homes | Emil Zatopek         | Txecoslovàquia | 2h23'03  |
| Hèlsinki        | 1952 | Dones | No es disputaren     |                |          |
| Melbourne       | 1956 | Homes | Alain Mimoun         | França         | 2h25'00  |
| Melbourne       | 1956 | Dones | No es disputaren     |                |          |
| Roma            | 1960 | Homes | Abebe Bikila         | Etiòpia        | 2h15'16  |
| Roma            | 1960 | Dones | No es disputaren     |                |          |
| Tòquio          | 1964 | Homes | Abebe Bikila         | Etiòpia        | 2h12'11  |
| Tòquio          | 1964 | Dones | No es disputaren     |                |          |
| Ciutat de Mèxic | 1968 | Homes | Mamo Wolde           | Etiòpia        | 2h20'26  |
| Ciutat de Mèxic | 1968 | Dones | No es disputaren     |                |          |
| Múnic           | 1972 | Homes | Frank Shorter        | Estats Units   | 2h12'19  |
| Múnic           | 1972 | Dones | No es disputaren     |                |          |
| Mont-real       | 1976 | Homes | Waldemar Cierpinski  | RDA            | 2h09'55  |
| Mont-real       | 1976 | Dones | No es disputaren     |                |          |
| Moscou          | 1980 | Homes | Waldemar Cierpinski  | RDA            | 2h 11'03 |
| Moscou          | 1980 | Dones | No es disputaren     |                |          |
| Los Angeles     | 1984 | Homes | Carlos Lópes         | Portugal       | 2h09'21  |
| Los Angeles     | 1984 | Dones | Joan Benoit          | Estats Units   | 2h24'52  |
| Seül            | 1988 | Homes | Gelindo Bordin       | Itàlia         | 2h10'32  |
| Seül            | 1988 | Dones | Rosa Mota            | Portugal       | 2h25'40  |
| Barcelona       | 1992 | Homes | Hwang Young-Cho      | Corea del Sud  | 2h13'23  |
| Barcelona       | 1992 | Dones | Valentina Iegorova   | Equip Unificat | 2h32'41  |
| Atlanta         | 1996 | Homes | Josiah Thugwane      | Sud-àfrica     | 2h12'36  |
| Atlanta         | 1996 | Dones | Fatuma Roba          | Etiòpia        | 2h26'05  |
| Sydney          | 2000 | Homes | Gezahgne Abera       | Etiòpia        | 2h10'11  |
| Sydney          | 2000 | Dones | Naoko Takahashi      | Japó           | 2h23'14  |
| Atenes          | 2004 | Homes | Stefano Baldini      | Itàlia         | 2h10'55  |
| Atenes          | 2004 | Dones | Mizuki Noguchi       | Japó           | 2h26'20  |
| Beijing         | 2008 | Homes | Samuel Kamau Wanjiru | Kenya          | 2h06'32  |
| Beijing         | 2008 | Dones | Constantina Tomescu  | Romania        | 2h26'44  |
| Londres         | 2012 | Homes | Stephen Kiprotich    | Uganda         | 2h08'01  |
| Londres         | 2012 | Dones | Tiki Gelana          | Etiòpia        | 2h23'07  |
| Rio de Janeiro  | 2016 | Homes | Eliud Kipchoge       | Kenya          | 2h08'44  |
| Rio de Janeiro  | 2016 | Dones | Jemima Sumgong       | Kenya          | 2h24'04  |
|                 |      |       |                      |                |          |
| Tòquio          | 2020 | Homes | Eliud Kipchoge       | Kenya          | 2h08'38  |
| Tòquio          | 2020 | Dones | Peres Jepchirchir    | Kenya          | 2h27'20  |
| París           | 2024 | Homes | Tamirat Tola         | Etiòpia        | 2h06'26  |
| París           | 2024 | Dones | Sifan Hassan         | Països Baixos  | 2h22'55  |
|                 |      |       |                      |                |          |
| Los Àngeles     | 2028 | Homes |                      |                |          |
| Los Àngeles     | 2028 | Dones |                      |                |          |
| Brisbane        | 2032 | Homes |                      |                |          |
| Brisbane        | 2032 | Dones |                      |                |          |
|                 |      |       |                      |                |          |

## Campions mundials
| Seu       | Any  |       | Atleta                | Estat           | Marca   |
| --------- | ---- | ----- | --------------------- | --------------- | ------- |
| Hèlsinki  | 1983 | Homes | Robert de Castella    | Austràlia       | 2h10'03 |
| Hèlsinki  | 1983 | Dones | Grete Waitz           | Noruega         | 2h28'09 |
| Roma      | 1987 | Homes | Douglas Wakiihuri     | Kenya           | 2h11'48 |
| Roma      | 1987 | Dones | Rosa Mota             | Portugal        | 2h25'17 |
| Toquio    | 1991 | Homes | Hiromi Taniguchi      | Japó            | 2h14'57 |
| Toquio    | 1991 | Dones | Wanda Panfil          | Polònia         | 2h29'53 |
| Stuttgart | 1993 | Homes | Mark Plaatjes         | Estats Units    | 2h13'57 |
| Stuttgart | 1993 | Dones | Junko Asari           | Japó            | 2h30'03 |
| Göteborg  | 1995 | Homes | Martín Fiz            | Espanya         | 2h11'41 |
| Göteborg  | 1995 | Dones | Maria Manuela Machado | Portugal        | 2h25'39 |
| Atenes    | 1997 | Homes | Abel Antón            | Espanya         | 2h13'16 |
| Atenes    | 1997 | Dones | Hiromi Suzuki         | Japó            | 2h29'48 |
|           |      |       |                       |                 |         |
| Sevilla   | 1999 | Homes | Abel Antón            | Espanya         | 2h13'36 |
| Sevilla   | 1999 | Dones | Jong Song-Ok          | Corea del Nord  | 2h26'59 |
| Edmonton  | 2001 | Homes | Gezahegne Abera       | Etiòpia         | 2h12'42 |
| Edmonton  | 2001 | Dones | Lidia Simon           | Romania         | 2h26'01 |
| París     | 2003 | Homes | Jaouad Gharib         | Marroc          | 2h08'31 |
| París     | 2003 | Dones | Catherine Ndereba     | Kenya           | 2h23'55 |
| Hèlsinki  | 2005 | Homes | Jaouad Gharib         | Marroc          | 2h10'10 |
| Hèlsinki  | 2005 | Dones | Paula Radcliffe       | Regne Unit      | 2h20'57 |
| Osaka     | 2007 | Homes | Luke Kibet            | Kenya           | 2h15'59 |
| Osaka     | 2007 | Dones | Catherine Ndereba     | Kenya           | 2h30'37 |
| Berlín    | 2009 | Homes | Abel Kirui            | Kenya           | 2h06'54 |
| Berlín    | 2009 | Dones | Bai Xue               | R.P. de la Xina | 2h25'15 |
| Daegu     | 2011 | Homes | Abel Kirui            | Kenya           | 2h07'38 |
| Daegu     | 2011 | Dones | Edna Kiplagat         | Kenya           | 2h28'43 |
| Moscou    | 2013 | Homes | Stephen Kiprotich     | Uganda          | 2h09'51 |
| Moscou    | 2013 | Dones | Edna Kiplagat         | Kenya           | 2h25'44 |
| Beijing   | 2015 | Homes | Ghirmay Ghebreslassie | Eritrea         | 2h12'27 |
| Beijing   | 2015 | Dones | Mare Dibaba           | Etiòpia         | 2h27'35 |
| Londres   | 2017 | Homes | Geoffrey Kirui        | Kenya           | 2h08'27 |
| Londres   | 2017 | Dones | Rose Chelimo          | Bahrain         | 2h27'11 |
| Doha      | 2019 | Homes | Lelisa Desisa         | Etiòpia         | 2h10'40 |
| Doha      | 2019 | Dones | Ruth Chepngetich      | Kenya           | 2h32'43 |
| Eugene    | 2022 | Homes | Tamirat Tola          | Etiòpia         | 2h5'36  |
| Eugene    | 2022 | Dones | Gotytom Gebreslase    | Etiòpia         | 2h18'11 |
|           |      |       |                       |                 |         |
| Budapest  | 2023 | Homes | Victor Kiplangat      | Uganda          | 2h08'53 |
| Budapest  | 2023 | Dones | Amane Beriso          | Etiòpia         | 2h24'23 |
| Tòquio    | 2025 | Homes |                       |                 |         |
| Tòquio    | 2025 | Dones |                       |                 |         |
|           |      |       |                       |                 |         |